# Ouffouèdiékro
Ouffouèdiékro est une localité du centre de la Côte d'Ivoire et appartenant au district de Yamoussoukro, dans la Région des Lacs. La localité de Ouffouèdiékro est un chef-lieu de commune.